# Choustník
Choustník là một làng thuộc huyện Tábor, vùng Jihočeský, Cộng hòa Séc.